# Studstrupværket
Studstrupværket er et østjysk, centralt kraftvarmeværk beliggende i udkanten af Studstrup ud til Kalø Vig, 3 km øst for Skødstrup.
Værket blev taget i brug i 1968 og har i dag en samlet effekt på 700 MW elproduktion. Til produktionen af el og fjernvarme anvendes træpiller, kul, fuelolie og halm (biomasse), hvoraf sidstnævnte kun kan indfyres som "tilsatsfyring" (dvs. supplerende brændsel) i begge aktive termiske blokke.
Studstrupværket drives af Ørsted, og består i dag af hovedblokkene, 3 og 4. Blok 1 og 2 blev nedlagt i hhv. 1998 og 1999. Blok 2's kedelhus står fortsat; men er tomt og ubenyttet.
Værket har en samlet indfyret effekt på 1.788 MW, hvoraf maksimalt 700 MWe (dvs. 39%) kan omdannes til elproduktion, og maksimalt 970 MJ/s til fjernvarmeproduktion (dvs. 58%). 39% omdannelse af brændslet til elektricitet betyder, at kraftværket i international sammenligning hører til blandt de mere effektive. Flere danske kraftværker kan dog opnå højere effektivitet ved fuld elproduktion. Da Studstrupværket er et kraftvarmeværk, kan det imidlertid producere el og varme samtidigt, hvorved den samlede brændselsudnyttelse når op omkring 90%.

## Studstrupsværkets blokke, kedler og brændsler
Blok 3 (SSV3) er bygget i 1984, og kan producere hhv. 350 MW elektricitet og 485 MJ/s fjernvarme. Blokken er idag den primære enhed, som blev ombygget til at fyre med træpiller i 2016. Værkets silo med 40.000 ton træpiller blev imidlertid ramt af en omfattende brand i efteråret 2022. Dette tvang Blok 3 til at fyre med kul igennem hele vintersæsonen 2022/2023 for at kunne opretholde fjernvarmeleverancerne til Århus.

### Kritik af skovbiomasse forbruget
Ombygningen fra kul til også at kunne fyre 100% med træpiller har mødt kritik ad flere omgange. Dette gik for det første på, at blokken i stedet for en blanding af kul og lokalproduceret halm nu overgik til 100% importeret canadisk og russisk træ-brændsel. I 2019 lykkedes det dog Ørsted, at tilsatsfyre med "otte til ti procent" halm kombineret med træpiller. Iflg. Ørsted svarede dette til "40.000 - 45.000 tons halm", eller ca. 1/3 af det tidligere halmforbrug, da værket var kulfyret.  Senere i 2020 kom kritikken fra fjernvarme-slutkunden, Kredsløb, selv. Det århusianske kommunale fjernvarmeselskab var således begyndt at tvivle på, hvor vedvarende og CO2-netrual træpiller fra fjerne udenlandske skove reelt var. En del af Kredsløbs "2021-2025 Strategi" lød således: "Kredsløb anvender mindst mulig biomasse og ikke træpiller efter 2030".
AffaldVarme Aarhus (nu: Kredsløb) og Ørsted har kontrakt på fjernvarmeleverancer fra Blok 3 frem til 2030. Herefter vil Kredsløb udfase brugen af træpiller til fordel for især geotermi og andre mere vedvarende energikilder.

### Værkets blokke udover blok 3
Blok 4 (SSV4) har en kapacitet identisk med Blok 3, er bygget i 1985 og benyttes i dag som reserveblok, der fyres med kul. Blok 4 blev i april 2022 taget permanent ud af drift, da der længe havde været lave el-priser og begrænset behov for blokkens fjernvarmeproduktion. Energikrisen i 2022, fik dog den daværende regering til at kræve blokken tilbage i drift allerede i oktober måned samme år - med driftsforlængende til og med juni 2024 som minimum. Den 1. april 2023, kunne Ørsted derfor meddele til Nordpool el-børsen, at "SSV4 er tilbage i drift 1. juni 2023".
(AVA).Studstrupværket huser en 80 MW stor elkedel (i Tabel 1 nedenfor benævnt "(AVA)"), som AffaldVarme Aarhus (nu: Kredsløb) ejer. El-kedlen bruges alene til produktion af fjernvarme.
SSV18. Udover AVA, ønskede Studstrupværket i 2022 at etablere sine egne el-kedler på ialt 200 MW. El-kedlen er kun til produktion af fjernvarme.
Gasturbine(r). Studstrupværket er udstyret med 4 små gasturbiner med en indfyret effekt hver på mellem 0,5 og 1,95 MW. Disse tjener som værkets nødstrømsanlæg. Herudover har Studstrupværket en større gasturbine på 12 MWe, der kan dødstarte værket i tilfælde af et spændingsløst el-net. Herefter kan Studstrupværket opstarte Blok 3 og 4 successivt og derved hjælpe Jyllands øvrige kraftværker i gang.
| Blok  | Brændsel                       | Effekt indfyret | Effekt MWe | Effekt MJ/s (fjernvarme) | Lasttype  | Nedlagt årstal | Driftstart årstal |
| ----- | ------------------------------ | --------------- | ---------- | ------------------------ | --------- | -------------- | ----------------- |
| SSV1  |                                |                 |            |                          |           | 1998           |                   |
| SSV2  |                                |                 |            |                          |           | 1999           |                   |
| SSV3  | Kul, træpiller, halm, fuelolie | 894             | 350        | 485                      | Grundlast |                | 1984              |
| SSV4  | Kul, halm, fuelolie            | 894             | 350        | 485                      | Grundlast | 2024           | 1985              |
| (AVA) | El-kedel                       | 80              | -80        | 80                       | Varme     |                | 2015              |
| SSV18 | El-kedel                       | 200             | -200       | 200                      | Varme     |                | udskudt           |
|       | Letolie (gasturbine)           | 55              | 12         | 0                        | Dødstart  |                |                   |

## Studstrupsværkets fremtid

### 2024 - striden om biomasse eller geotermi
Ved udgangen af 2024 var blok 4 taget permanent ud af drift, og blok 3 stod som den eneste resterende kraftværksblok udover elkedlerne og de små gasturbiner. Herfra ser det ud til, at Studstrupværket vil køre med sin sidste konventionelle kraftværksblok frem til 2030, hvor Kredsløb vil erstatte varmen fra blok 4 med geotermisk varme fra selskabet Innargi. I december 2024 afslørede en aktindsigt fra DR imidlertid, at Ørsted til 2030 gerne ville opbygge et helt nyt biomassefyret kraftværk med en effekt på 100 - 150 MW til erstatning for den nuværende blok 4. Ørsted var dog afhængige af en fornyet varmekontrakt med det kommunale forsyningsselskab, Kredsløb, for at kunne sikre varmeaftagelsen fra det nye biomassefyrede kraftvarmeværk. Såvel Århus' borgmester, Anders Winnerskjold, som Ørsted selv bekræftede, at Ørsted havde henvendt sig med en sådan hensigt. Herfra hørte enigheden dog også op, da både Anders Winnerskjold og Kredsløbs direktør, Bjarne Munk Jensen, afviste at have hverken behov for eller interesse i at aftage biomassebaseret varme fra et helt nyt kraftvarmeværk.
| „ | Jeg har stor respekt for, at Ørsted også skal drive en forretning, men jeg ser bare ikke for mig, at vi skal fyre endnu mere biomasse af i Aarhus. Det er er faktisk noget af det, vi skal reducere og så se på andre teknologier. - Anders Winnerskjold, borgmester i Århus | “ |

.
Sagen lignede dermed en tilsvarende strid, som Ørsted i sin tid havde med Esbjerg Kommune ang. Esbjergværkets varmeafløsning.
Ørsteds planer om et helt nyt biomassefyret kraftværk fik ligeledes kritik fra Concito og professor i energiplanlægning, Brian Vad Mathiesen.